# Michele Mascitti

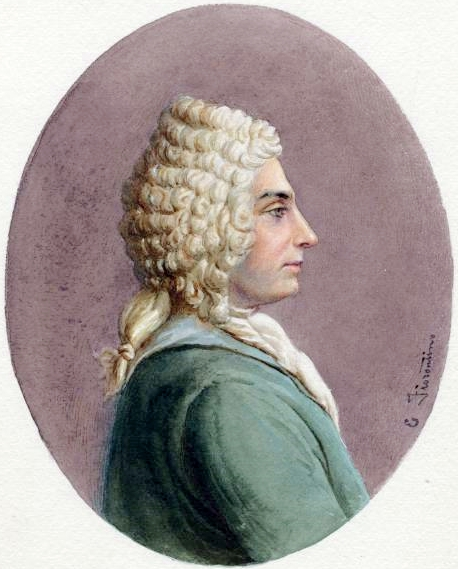
Michele Mascitti violinista y compositor Italiano.￼Ayuda

Michele Mascitti (1664 en Villa Santa Maria (Chieti) - 24 de abril de 1760 en París) fue un violinista y compositor italiano del periodo del Barroco.

## Biografía
Fue educado por un conocido, Pietro Marchitelli (1643-1729) un violinista de la orquesta de la corte real en Nápoles, y también en el "Teatro San Bartolomeo" posiblemente por Arcangelo Corelli (1653-1713). Mascitti encontró un sitio temporal en la orquesta de la corte real, pero pronto lo abandonaría. Primero, viajó a través de Italia, y tiempo más tarde a través de Europa, pasando tiempo en Alemania y Holanda. Estuvo bajo el protectorado del Cardenal Pietro Ottoboni (1667-1740) y del reinante, por aquel entonces, Duque de Baviera.
En 1704, se estableció en París y tomó el nombre afrancesado de "Michel". Se convirtió en un civil francés en 1739. Su patrón fue Felipe II de Orleans, quien facilitó las apariciones de Mascitti en la corte de Versalles. 
Mascitti publicó un total de nueve de su entera colección de sonatas en París. Los cuatro concertos de la Op. 7 mantienen el estilo de "concerto grosso" de Corelli. Durante su vida, Mascitti disfrutó de una fama similar a la que obtuvieron compositores como Albinoni o el propio Arcangelo Corelli. Sus composiciones eran principalmente encuadradas en el estilo Francés e Italiano.

## Obra
- 6 sonatas de violín, y 6 trio sonatas Op. 1 (Sonata en tres partes) (1704)
- 15 sonatas de cámara con violín y violoncello Op. 2 (1706)
- 12 sonatas de cámara con violín Op. 3 (1722)
- 8 sonatas de violín y 6 trio sonatas Op. 4 (1711)
- 12 Sonatas Op. 5 (No. 12 "Psyche") (1714)
- 15 Sonatas para violín y bajo cifrado Op. 6 (1722)
- 8 sonatas de cámara para violín solista y bajo, y "cuatro conciertos en seis" Op. 7 (1727)
- 2 Sonatas para violín solista y bajo Op. 8 (1731)
- 12 Sonatas para violín solista y bajo Op. 9 (1738)

- Datos: Q580206
- Multimedia: Michele Mascitti / Q580206